# Bulbophyllum chrysochilum
Bulbophyllum chrysochilum är en orkidéart som beskrevs av Rudolf Schlechter. Bulbophyllum chrysochilum ingår i släktet Bulbophyllum och familjen orkidéer. Inga underarter finns listade i Catalogue of Life.